# Stictoptera cucullioides
Stictoptera cucullioides là một loài bướm đêm trong họ Noctuidae.